# Andrei Khripkov
Andrei Valentinovich Khripkov (tiếng Nga: Андрей Валентинович Хрипков; sinh ngày 30 tháng 6 năm 1990) là một cầu thủ bóng đá người Nga hiện tại thi đấu cho FC Olimpiyets Nizhny Novgorod.